# 7 Worlds Collide

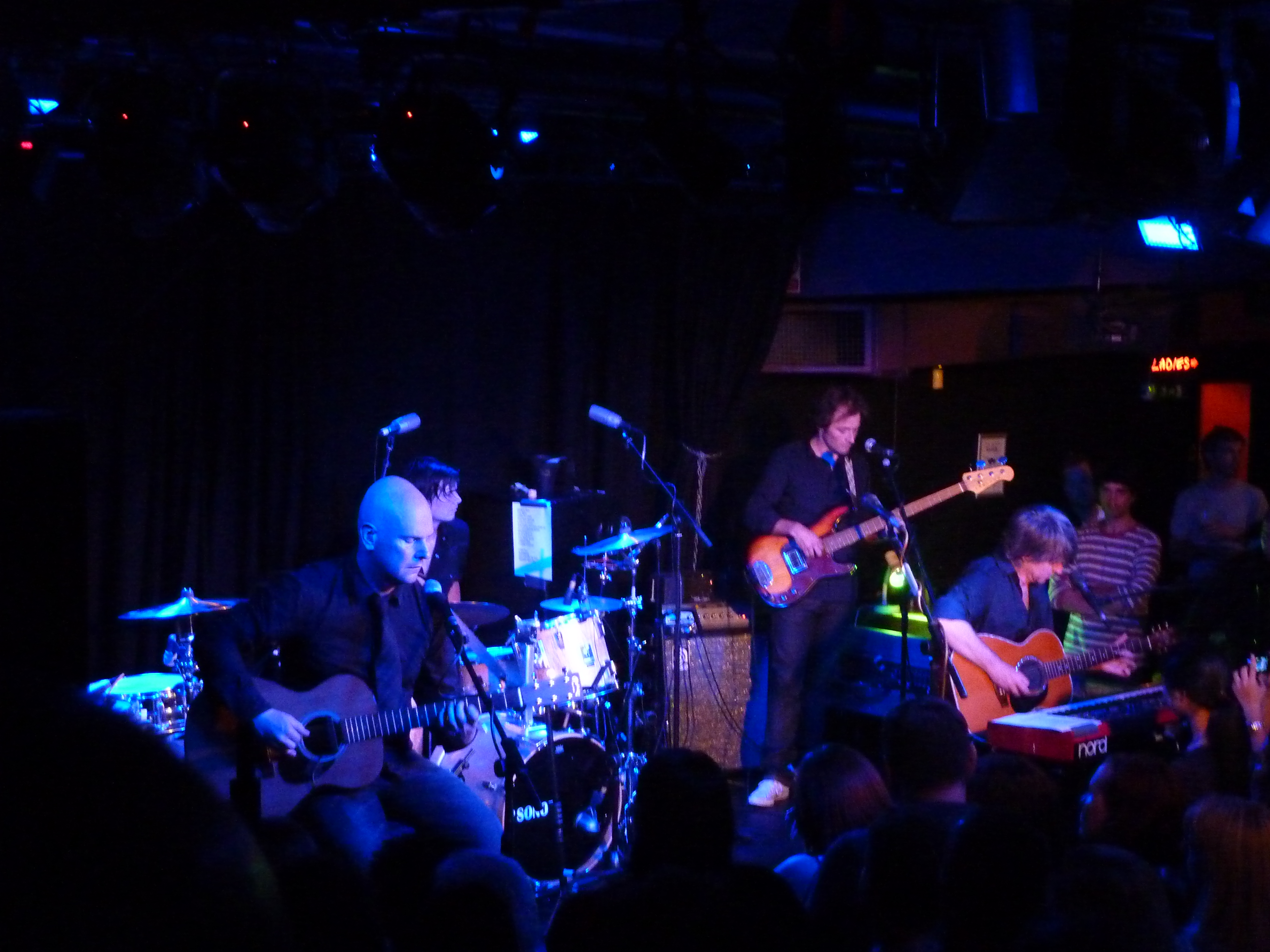
Optreden van 7 Worlds Collide in augustus 2009

7 Worlds Collide is een muziekproject dat aangevoerd wordt door Neil Finn van de band Crowded House. In samenwerking met andere artiesten maakte hij in 2006 een album onder deze naam. Eind 2008/begin 2009 werd het project hervat met de oude linie en een groep nieuwe artiesten, waaronder leden van Wilco en Radiohead alsmede ook weer zijn zoon Liam Finn.

## Historie
Tijdens zijn toer door Europa en de Verenigde Staten kreeg Finn hulp van onder andere zijn zoon Liam Finn, Johnny Marr van The Smiths, Eddie Vedder van Pearl Jam en Lisa Germano, en de live-opnames van het concert worden uitgebracht op cd en dvd met de titel 7 Worlds Collide. Op de dvd worden naast Neils eigen werk ook nummers van Pearl Jam en Johnny Marr ten gehore gebracht.
In de herfst van 2008 schreef de Crowded House fanclub-voorzitter Peter Green voor het eerst over een 7 Worlds Collide II.
Later werd duidelijk dat rond de jaarwisseling van 2008/2009 de meeste muzikanten die meespeelden op 7 Worlds Collide weer bij elkaar komen, aangevuld met nieuwe gasten. In die periode zullen zij 7 Worlds Collide II opnemen; dit keer als studio-album.
Op 7 Worlds Collide II zijn onder meer te horen: Phil Selway en Ed O’Brien van Radiohead), Johnny Marr (o.a. The Smiths), Sebastian Steinberg (Soul Coughing), Jeff Tweedy van Wilco, John Stirratt, Glenn Kotche en Pat Sansone (Wilco), Lisa Germano, KT Tunstall, Liam Finn, Don McGlashan and Bic Runga.
Op 5, 6 en 7 januari 2009 zijn er in opnamestudie The Powerstation in Auckland enkele 7 Worlds Collide II-concerten geweest, welke opgenomen zijn. De wereldwijde release van 7 Worlds Collide II wordt verwacht op 7 mei 2009, de opbrengsten van dit project zullen geheel ten goede komen aan het werk van Oxfam International.